# Short-range device
Een short-range device (SRD), vroeger een low-power device (LPD) genoemd, is een radiozender die vergunningvrij mag worden gebruikt. Het zendvermogen van zo'n apparaat is, zoals de oude naam reeds aangeeft, erg klein.
Het gebruik ervan in de EU is geregeld in een aantal CEPT- en ETSI-aanbevelingen, waarvan ECC Rec. 70-03 de belangrijkste is. Veel van de aan SRD's toegewezen frequenties liggen in de ISM-band. De apparaten zijn bedoeld voor radiocommunicatie over korte afstanden, vandaar de naam short-range device, waarbij de afstand waarop de systemen moeten werken, kan variëren van enkele centimeters tot enkele honderden meters.
SRD's worden toegepast in onder andere de telemetrie, RFID, telecommunicatie over korte afstanden, bijvoorbeeld op het eigen erf of binnen het eigen bedrijf, en als radiografische afstandsbediening voor domotica.

## Frequentiebanden
In ECC Rec. 70-03 zijn enkele tabellen opgenomen waarin specifieke frequentietoewijzingen voor bepaalde toepassingen staan vermeld, met het daarbij behorende maximale zendvermogen en duty cycle.
| Frequentie                                                             | Band   | Opmerkingen                                                                            |
| ---------------------------------------------------------------------- | ------ | -------------------------------------------------------------------------------------- |
| Annex 1. Niet-specifieke short-range devices                           |        |                                                                                        |
| 6765–6795 kHz                                                          | ISM    |                                                                                        |
| 13.553-13.567 MHz                                                      | ISM    | RFID                                                                                   |
| 26.957-27.283 MHz                                                      | ISM    | 27 MC                                                                                  |
| 40.660-40.700 MHz                                                      | ISM    |                                                                                        |
| 138.20-138.45 MHz                                                      |        |                                                                                        |
| 433.050-434.790 MHz                                                    | ISM    | LPD433 (70cm-band)                                                                     |
| 863–870 MHz                                                            |        | SRD860                                                                                 |
| 2400.0–2483.5 MHz                                                      | ISM    | 13cm-band                                                                              |
| 5725–5875 MHz                                                          | ISM    | 5cm-band                                                                               |
| 24.00–24.25 GHz                                                        | ISM    | 1,2cm-band                                                                             |
| 61.0–61.5 GHz                                                          | ISM    |                                                                                        |
| 122–123 GHz                                                            | ISM    | 2,5mm-band                                                                             |
| 244–246 GHz                                                            | ISM    | 1mm-band                                                                               |
| 3.1–4.8 GHz                                                            |        |                                                                                        |
| 6–9 GHz                                                                |        |                                                                                        |
| Annex 2. Volgen, opsporing en data-acquisitie                          |        |                                                                                        |
| 456.9–457.1 kHz                                                        |        | Detectie van lawineslachtoffers                                                        |
| 169.4–169.475 MHz                                                      |        | Remote meter reading                                                                   |
| 169.4–169.475 MHz                                                      |        | Asset tracking and tracing                                                             |
| Annex 3. Breedband datasystemen                                        |        |                                                                                        |
| 2400.0–2483.5 MHz                                                      | ISM    | Wi-Fi, bluetooth, etc.                                                                 |
| 5470–5725 MHz                                                          | C      | Wi-Fi                                                                                  |
| 17.1–17.3 GHz                                                          | Ku     |                                                                                        |
| 57–66 GHz                                                              | V      | WiGig, WirelessHD, etc.                                                                |
| Annex 4. Spoorwegtoepassingen                                          |        |                                                                                        |
| 2446–2454 MHz                                                          |        | Automatische voertuigidentificatie systemen voor spoorwegen                            |
| 27.090–27.100 MHz                                                      |        | Balise tele-powering and down-link (train to ground) systems                           |
| 984–7484 kHz                                                           |        | Balise up-link (ground to train) systems                                               |
| 7.3–23.0 MHz                                                           |        | Loop up-link (ground to train) systems                                                 |
| Annex 5. Telematica ten behoeve van wegtransport en verkeer (RTTT)     |        |                                                                                        |
| 5795–5805 MHz 5805-5815 MHz                                            | C      |                                                                                        |
| 63–64 GHz                                                              | V      | Vehicle to vehicle and road to vehicle systems                                         |
| 76–77 GHz                                                              | W      | Vehicle radar and infrastructure radar systems                                         |
| 21.65–26.65 GHz                                                        | K      | Automotive short-range radars (SRR) (verkocht tot juli 2013)                           |
| 77–81 GHz                                                              | W      | Automotive short-range radars (SRR)                                                    |
| 24.050–24.075 GHz 24.075–24.150 GHz 24.150–24.250 GHz                  | ISM    | Voertuigradar                                                                          |
| Annex 6. Radiodetermination applications                               |        |                                                                                        |
| 2400.0–2483.5                                                          | ISM    |                                                                                        |
| 9200–9500 MHz 9500–9975 MHz                                            |        |                                                                                        |
| 10.5–10.6 GHz                                                          |        |                                                                                        |
| 13.4–14.0 GHz                                                          |        |                                                                                        |
| 24.05–24.25 GHz                                                        | ISM    |                                                                                        |
| 4.5–7.0 GHz                                                            |        | Tankniveau radar (TLPR)                                                                |
| 8.5–10.6 GHz                                                           |        | Tankniveau radar (TLPR)                                                                |
| 24.05–27.00 GHz                                                        |        | Tankniveau radar (TLPR)                                                                |
| 57–64 GHz                                                              |        | Tankniveau radar (TLPR)                                                                |
| 75–85 GHz                                                              |        | Tankniveau radar (TLPR)                                                                |
| 17.1–17.3 GHz                                                          |        | Ground-based synthetic aperture radar                                                  |
| Annex 7. Alarmen                                                       |        |                                                                                        |
| 868.6–868.7 MHz                                                        |        |                                                                                        |
| 869.250–869.300 MHz                                                    |        |                                                                                        |
| 869.650–869.700 MHz                                                    |        |                                                                                        |
| 869.200–869.250 MHz                                                    |        |                                                                                        |
| 869.300–869.400 MHz                                                    |        |                                                                                        |
| 169.4750–169.4875 MHz                                                  |        | Social alarms (exclusive use)                                                          |
| 169.5875–169.6000 MHz                                                  |        | Social alarms (exclusive use)                                                          |
| Annex 8. Radiomodelbesturing                                           |        |                                                                                        |
| 26.995, 27.045, 27.095, 27.145, 27.195 MHz                             |        |                                                                                        |
| 34.995–35.225 MHz                                                      |        | Uitsluitend voor vliegende modellen                                                    |
| 40.665, 40.675, 40.685, 40.695 MHz                                     |        |                                                                                        |
| Annex 9. Inductieve toepassingen                                       |        |                                                                                        |
| Annex 10. Radiomicrofoon applicaties, inclusief hoorapparaten          |        |                                                                                        |
| 29.7–47.0 MHz                                                          |        | except 30.3–30.5 MHz, 32.15–32.45 MHz and 41.015–47.00 MHz (harmonised military bands) |
| 173.965–174.015                                                        |        | Hoortoestellen                                                                         |
| 863–865 MHz                                                            |        | Individual licence required                                                            |
| 470–786 MHz                                                            |        | Individual licence required                                                            |
| 786–789 MHz                                                            |        | Individual licence required                                                            |
| 823–826 MHz 826–832 MHz                                                |        | Individual licence required                                                            |
| 1785–1795 MHz 1795–1800 MHz                                            |        | Individual licence required                                                            |
| 169.4000–169.4750 MHz                                                  |        | Hoortoestellen. Individual licence may be required                                     |
| 169.4875–169.5875 MHz                                                  |        | Hoortoestellen. Individual licence may be required                                     |
| Annex 11. Radio frequency identification applications                  |        |                                                                                        |
| 2446–2454 MHz 2446–2454 MHz                                            |        |                                                                                        |
| 865.0–865.6 MHz 865.6–867.6 MHz 867.6–868.0 MHz                        |        |                                                                                        |
| Annex 12. Actieve medische implantaten met bijbehorende randapparatuur |        |                                                                                        |
| Annex 13. Draadloze audio-apparatuur                                   |        |                                                                                        |
| 863–865 MHz 864.8–865.0                                                | SRD860 |                                                                                        |
| 1795–1800 MHz                                                          |        |                                                                                        |
| 87.5–108.0 MHz                                                         | FM     |                                                                                        |